# Agua del Monte, Guerrero
Agua del Monte är en ort i Mexiko.   Den ligger i kommunen Pedro Ascencio Alquisiras och delstaten Guerrero, i den södra delen av landet, 110 km sydväst om huvudstaden Mexico City. Agua del Monte ligger 2 411 meter över havet och antalet invånare är 190.
Terrängen runt Agua del Monte är kuperad åt sydost, men åt nordväst är den bergig. Agua del Monte ligger uppe på en höjd. Runt Agua del Monte är det ganska tätbefolkat, med 58 invånare per kvadratkilometer. Närmaste större samhälle är Taxco de Alarcón, 19,5 km öster om Agua del Monte. I omgivningarna runt Agua del Monte växer huvudsakligen savannskog.